# بيت ثابت (الرجم)

تعديل مصدري - تعديل

بيت ثابت هي إحدى قرى عزلة بني البدي بمديرية الرجم التابعة لمحافظة المحويت، بلغ تعداد سكانها 442 نسمة حسب تعداد اليمن لعام 2004.